# Вазір Алі-хан
Вазір Алі-хан (урду وزیر علی خان, гінді वज़ीर अली खान; 19 квітня 1780 — 15 травня 1817) — наваб Ауду, прийомний син Асафа ад-Даула.

## Життєпис
Онук наваба Шуджа ад-Даула, син його доньку, всиновлений навабом Асаф ад-Даула. Після смерті останнього у вересні 1797 року Вазір зайняв трон за підтримки британців. За рік був усунутий від влади своїм дядьком, який мав підтримку військових загонів сера Джона Шора.
Отримав від британців пенсію у розмірі 300 тис. рупій і переїхав до Бенареса. 14 січня 1799 року під час сніданку в британського резидента Джорджа Фредеріка Черрі, колишній наваб, що з'явився із озброєною охороною, посварився з резидентом і завдав тому удар шаблею, після чого його охоронці вбили місцевого жителя і ще двох європейців. Потім Вазір Алі-хан зі своїми людьми напав на будинок Семюела Девіса, магістрата Бенареса, який захищався на сходах свого будинку зі зброєю в руках, поки його не врятували британські солдати. Цей випадок став відомий як Різанина в Бенаресі.
За цим Вазір Алі-хан повстав, зібравши загін у декілька тисяч. Швидко зібрані сили під командуванням генерала Ерскіна вступили до Бенареса і придушили виступ до 21 січня. Вазір Алі-хан утік до Бутвала (Раджпутана), де отримав притулок при дворі Пратап Сінґха, магараджи Джайпуру. За запитом Артура Велслі наваба було видано британцям за умови, що його не повісять і не закують у кайдани. Вазір Алі-хан здався британській владі в грудні 1799 року і був запроторений до Форт-Вільяма в Калькутті.
Решту життя він в залізній клітці всередині фортеці Форт-Уільям. Помер 1817 року. Його було поховано на мусульманському цвинтарі Касі Багхан.